# Tours Football Club 2013-2014

## Rosa
| N. |                           | Ruolo | Calciatore           |
| -- | ------------------------- | ----- | -------------------- |
| 1  | Francia (bandiera)        | P     | Brice Maubleu        |
| 2  | Mali (bandiera)           | D     | Fousseni Diawara     |
| 3  | Francia (bandiera)        | D     | Xavier Tomas         |
| 4  | Francia (bandiera)        | D     | Nicolas Seguin       |
| 5  | Francia (bandiera)        | D     | Wilfried Moimbé      |
| 7  | Francia (bandiera)        | C     | Pascal Berenguer     |
| 8  | Francia (bandiera)        | C     | Kévin Diaz           |
| 9  | Francia (bandiera)        | A     | Andy Delort          |
| 10 | Costa d'Avorio (bandiera) | A     | Christian Kouakou    |
| 11 | Francia (bandiera)        | C     | Lorry Mengual        |
| 14 | Tunisia (bandiera)        | A     | Mohamed Ali Ghariani |
| 15 | Francia (bandiera)        | D     | Thomas Fontaine      |

| N. |                    | Ruolo | Calciatore            |
| -- | ------------------ | ----- | --------------------- |
| 16 | Francia (bandiera) | P     | Benjamin Bertrand     |
| 19 | Francia (bandiera) | A     | Bryan Bergougnoux     |
| 20 | Francia (bandiera) | C     | Billy Ketkeophomphone |
| 21 | Francia (bandiera) | A     | Youssef Adnane        |
| 22 | Francia (bandiera) | D     | Léo Schwechlen        |
| 23 | Francia (bandiera) | C     | Xavier Chavalerin     |
| 24 | Francia (bandiera) | D     | Clément Fabre         |
| 25 | Francia (bandiera) | D     | Samuel Bouhours       |
| 29 | Francia (bandiera) | C     | Youcef Touati         |
| 30 | Francia (bandiera) | P     | Benjamin Leroy        |
|    | Francia (bandiera) | C     | Guillaume Lacour      |